# Bunodosoma capensis
Bunodosoma capensis is een zeeanemonensoort uit de familie Actiniidae.
Bunodosoma capensis is voor het eerst wetenschappelijk beschreven door Lesson in 1830.